# Louis Viardot
Pour les articles homonymes, voir Viardot.
Louis Viardot, né le 31 juillet 1800 à Dijon et mort le 5 mai 1883 à Paris 9e, est un écrivain, critique d'art et traducteur français.

## Biographie
Fils de l'avocat Louis Viardot (d) , président du Conseil général de la Côte-d'Or, mort très tôt, Viardot, à la sortie du collège, à dix-sept ans, a commencé, à la faculté de Dijon, son droit, qu’il est venu un an après terminer à Paris, afin d’accompagner sa mère qui voulait s’y installer
Il exerce la profession d'avocat jusqu'en 1821. Un voyage effectué entre 1823 et 1824, à l’occasion des campagnes militaires françaises en Espagne, à Séville, détermine sa véritable vocation. Pris d’un vif intérêt pour ce pays, dont l’histoire était mal connue en France, il publie, dès son retour à Paris, trois ouvrages à une année de distance environ, inspirés par son séjour dans la péninsule ibérique. D’abord Laure d’Arezzo, nouvelle fournie par ses premières impressions, puis les Lettres d’un Espagnol, et enfin une traduction de la Monja Alférez.
Ces travaux attestant déjà des études sérieuses amènent, à partir de 1828, le jeune écrivain à la rédaction du Globe, revue fondée sous la Restauration par des hommes éminents de l’opposition et où il se lie avec Pierre Leroux. Entré vivement, en 1829 et en 1830, dans la discussion fort éclairée combattant pour les doctrines littéraires et politiques les plus avancées. Resté à peu près seul au Globe, après la Révolution de juillet, tous les écrivains dont il avait partagé les travaux pendant deux années ayant quitté la vie littéraire pour entrer en politique, il prend très activement part, de 1830 à 1836, à la rédaction du National, à côté d’Émile Littré, secondant de tous ses efforts la guerre incessante, hardie contre la monarchie de Juillet, que mène son ami et son maitre Armand Carrel, qui le charge de traiter les difficiles questions de la politique extérieure. Il a fourni sur la situation de l’Espagne, qui préoccupait tous les esprits, des aperçus d’une profonde raison, des renseignements formels et précis, qui se sont avérés utiles.
Un ministre de Louis-Philippe, son ami d’enfance, avait imaginé de lui offrir la croix de la Légion d’honneur, dans l’espérance de l’attirer du côté du roi, disant que c’était l’écrivain qu’on voulait récompenser. Viardot ayant fait semblant de ne pas entendre et détourné la conversation, huit jours après, l’Excellence, impatientée, lui dépêche un secrétaire avec ce message : « Voyons, acceptez donc ! » Le critique écrivit en marge, au crayon : « Ce ne sera que le jour où je serai changé en femme qu’on pourra m’attacher avec un ruban. »
Découragé par la politique, il s’écarte des débats les plus passionnés pour revenir à ses études d’art et d’histoire, et reprend ses recherches sur l’Espagne depuis les origines arabes. Le premier résultat de ces nouveaux travaux est l’Essai sur l’histoire des Arabes et des Mores d’Espagne, publié en 1833, récit complet de l’invasion et de la domination arabe en Espagne. En 1834, il enchaine, avec Scènes de mœurs arabes, avant d’entreprendre un nouveau voyage en Espagne, et de réunir le matériau des trois ouvrages publiés les années suivantes : l’Histoire des institutions, de la littérature, du théâtre et des beaux-arts en Espagne, la traduction de l’Histoire de la révolution et de la guerre d’Espagne, par Toreno, et celle du Don Quichotte de Cervantes, travail qui a pris deux années. En 1838, il donne la traduction annotée des Nouvelles du même auteur, suite de l’édition de Don Quichotte.

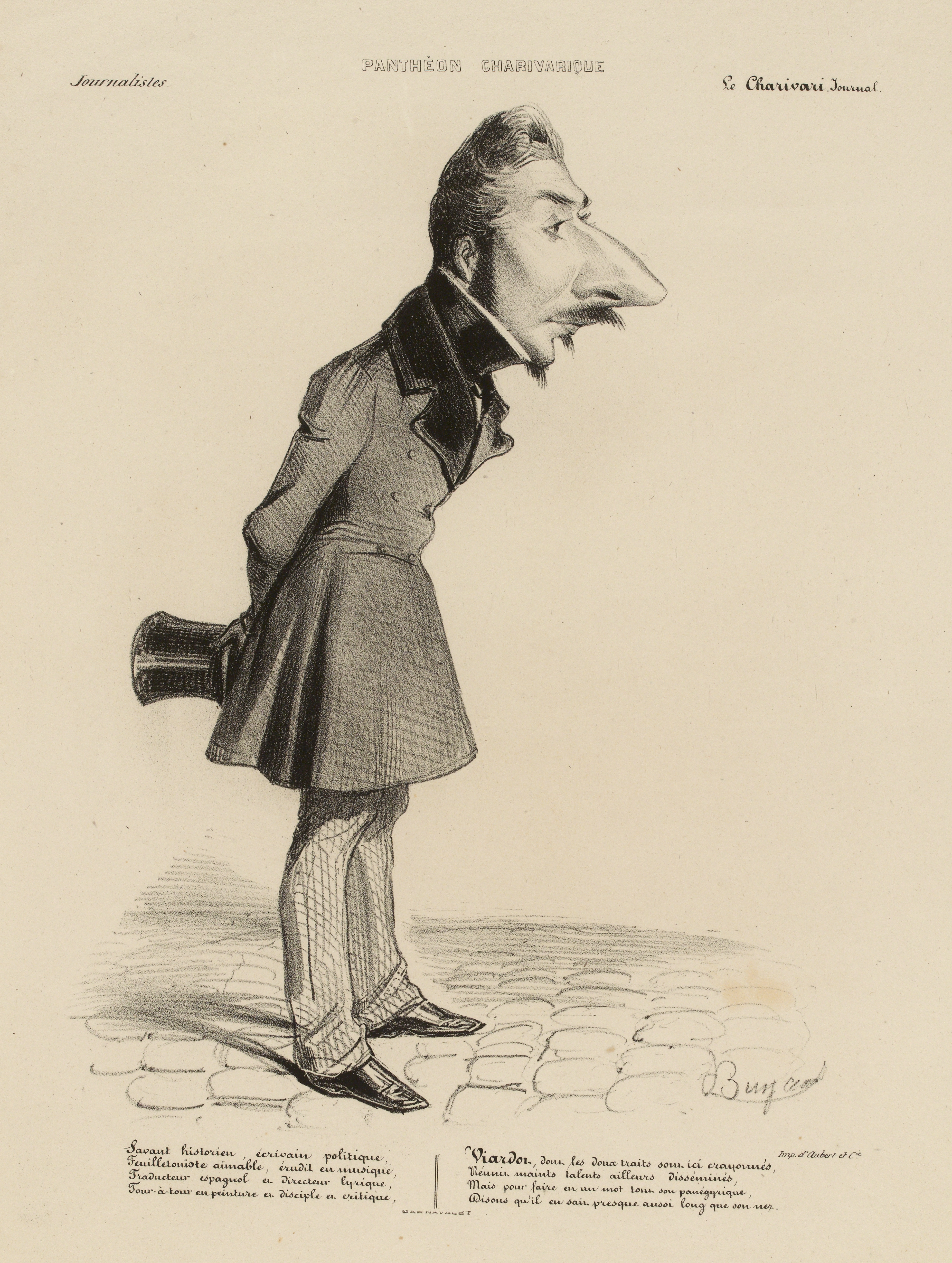
Caricature de Benjamin Roubaud dans le nº 11 du Panthéon charivarique

À partir de 1836, il collabore au Le Siècle, et devient, en 1837, secrétaire du Comité Radical. Viardot. Grand ami de Rossini, il devient, en 1838, directeur du théâtre des Italiens, qui, à cette époque, était à l’apogée de sa gloire artistique, donnant ses représentations à la salle Favart jusqu’à la nuit du 13 au 14 janvier 1838, où un immense incendie l’a entièrement détruit. C’est sous sa direction que les Italiens se sont réfugiés à la salle Ventadour, où ils ont ouvert, le 30 janvier 1838, par les Puritains de Bellini, sous sa direction conjointe à celle de Robert. C’est également là qu’il a engagé Mario, ainsi que sa future femme Pauline Garcia. Après son mariage avec cette dernière, en 1840, il abandonne ce poste, afin de se consacrer à sa carrière et la suivre dans toutes ses tournées artistiques à travers l'Europe, et jusqu'en Russie.
En 1841, il fonde, avec Pierre Leroux et George Sand, la Revue indépendante, revue à l'esprit « démocratique à tendance socialisante et républicaine ». En 1842, il accompagne son épouse dans sa tournée espagnole. Il se lance dans une étude sur le musée de Madrid pour la Revue Indépendante (1843). Entre 1843 et 1844, il voyage à Vienne, en Russie (1843-1846 puis 1852-1853) et en Allemagne dès 1846. Il séjourne à Bade de 1863 à 1870 et retourne définitivement en France en 1871.
En 1848, il est candidat malheureux à la députation du département de Seine-et-Marne, avec le soutien de François Arago. En revanche, aux élections municipales de Paris de 1871, il est nommé représentant du 9e arrondissement à une grande majorité, et siège toujours sur les bancs de la gauche Dans l’assemblée municipale. En 1876, il se démit de son mandat. C’est également chez lui que s’est tenue, après la mort de Thiers, le 6 novembre 1877, la réunion du comité électoral républicain du 9e arrondissement pour soutenir la candidature de celui que les républicains avaient déjà choisi pour la présidence de la République, au cours de laquelle Léon Gambetta et lui-même au nom de Victor Hugo, retenu par une réunion au Sénat, ont tenté sans succès de convaincre Jules Grévy, revenant du Jura, d’opter pour le 9e arrondissement de Paris
Féru de littérature et d'art, Viardot conserve un rôle important dans la « découverte » de la peinture espagnole du Siècle d'or et la diffusion des connaissances en France sur ce sujet. Son écriture de l’histoire de l’art espagnol s’explique par un certain nombre de facteurs, étroitement liés à son environnement intellectuel et ses opinions politiques : conception de l’histoire de l’art selon des phases historiques précises (à la manière des saint-simoniens), parallèle entre l’histoire politique et sociale et l’histoire artistique et littéraire, déterminismes, classement en écoles, lien entre la vie des peintres et leur « style » (Vélasquez, Murillo, Ribera, Alonzo Cano, Zurbaran), exposé dans de savantes vies d’artistes (Notices sur les principaux peintres de l'Espagne, ouvrage servant de texte aux gravures de la Galerie Aguado, Paris, Gavard, 1839), la diffusion des savoirs et images de « chefs-d’œuvre » au travers des guides de musées européens.

Il a également traduit des auteurs russes (Nicolas Gogol et Alexandre Pouchkine) en collaborant avec Ivan Tourguéniev et contribué à faire connaître la littérature russe en France, quoique ne connaissant pas la langue : 

« Fait à Saint-Pétersbourg, ce travail m’appartient moins qu’à des amis qui ont bien voulu me dicter en français le texte original. Je n’ai rien fait de plus que des retouches sur les mots et les phrases ; et si le style est à moi en partie, c’est à eux seuls qu’est le sens. »

— Préface du recueil de Nouvelles Russes de Nicolas Gogol, Paulin, 1845.
Journaliste militant de premier ordre, démocrate convaincu et libre-penseur ardent, agressif même, Louis Viardot est aussi familier de la pensée socialiste naissante et des doctrines qui s’y rattachent, notamment la branche « dissidente » de la pensée saint-simonienne, dont son ami Pierre Leroux est un représentant. Viardot s’inscrit véritablement dans son temps par ses adhésions aux courants de pensée ambiants.
De son mariage sont nés quatre enfants, qui ont tous continué les traditions artistiques de leur mère : un fils, Paul, éminent violoniste, et trois filles, notamment Louise, qui a obtenu, comme compositrice, de très grands succès en Suède. Les deux autres ont épousé, l’une, le compositeur Alphonse Duvernoy, l’auteur de la Tempête ; l’autre, l’imprimeur Georges Chamerot (d) .

## Œuvres
- Musée de Madrid  (extrait de la Revue républicaine : journal des doctrines et des intérêts démocratiques), Paris, décembre 1834 (lire en ligne sur Gallica).
- Scènes de mœurs arabes : Espagne, dixième siècle, Paris, Paulin, 1834 (lire en ligne sur Gallica).
- Études sur l'histoire des institutions, de la littérature, du théâtre et des beaux-arts en Espagne, Paris, Paulin, 1835 (lire en ligne sur Gallica).
- Notices sur les principaux peintres de l'Espagne, Paris, Gavard & Paulin, 1839 (disponible sur Internet Archive).
- Des origines traditionnelles de la peinture moderne en Italie, Paris, Paulin, 1840, réédité en 1842, en tête des « Musées d'Italie », et répété dans les éditions suivantes de cet ouvrage.

- Les Musées d'Italie, guide et memento de l'artiste et du voyageur, Paris, Paulin, 1842 (disponible sur Internet Archive).
- Les Musées d'Espagne, d'Angleterre et de Belgique, guide et memento de l'artiste et du voyageur, Paris, Paulin, 1843 (disponible sur Internet Archive).
- Les Musées d'Allemagne et de Russie, guide et memento de l'artiste et du voyageur, Paris, Paulin, 1844 (lire en ligne sur Gallica).

- Souvenirs de chasse en Europe, Paris, Paulin & Le Chevalier, 1846, 2e éd. (disponible sur Internet Archive), 5e éd., L. Hachette et Cie, lire en ligne sur Gallica ; 1854, 6e éd. ; 1859, 7e éd. contenant 3 nouveaux chapitres. rééd. Pygmalion, 1985 sous l'intitulé : Souvenirs de chasse de toute l'Europe,  (ISBN 978-2-85704-194-8).
- Aux citoyens électeurs du département de Seine-et-Marne  (prospectus politique), Paris, E.-B. Delanchy, 20 mars 1848, 3 p., in-4º (lire en ligne sur Gallica).

- Les Musées d'Europe. Guide et Memento de l'artiste et du voyageur, 5 volumes.
  - Musées d'Italie, Paris, Hachette, 1852 (lire en ligne sur Gallica), rééd. 1855, disponible sur Internet Archive, 1859
  - Musées d'Espagne, Paris, Hachette, 1852 (lire en ligne sur Gallica), rééd. 1855, 1860, lire en ligne sur Gallica.
  - Musées d'Allemagne, Paris, Hachette, 1852 (lire en ligne sur Gallica), rééd. 1855, 1860, disponible sur Internet Archive, 1886.
  - Musées d'Angleterre, de Belgique, de Hollande et de Russie, Paris, Hachette, 1852 (lire en ligne sur Gallica), rééd. 1855, 1860.
  - Musées de France : guide et mémento de l'artiste et du voyageur, Paris, L. Maison, 1855 (lire en ligne sur Gallica) ; 2e éd. revue & très augmentée, Hachette, 1860.

- Espagne et Beaux-Arts : mélanges, Paris, L. Hachette et Cie, 1866 (lire en ligne sur Gallica).
- Les jésuites jugés par les rois, les évêques et le pape : suivi de : Histoire de Dmitri ; étude de la situation des serfs en Russie, Paris, Pagnerre, 1857 (disponible sur Internet Archive).
- Apologie d'un incrédule, Paris, Lacroix, 1866 (disponible sur Internet Archive).

- Les Merveilles de la peinture, Paris, Hachette et Cie, coll. « La Bibliothèque des merveilles », 1868-69 (lire en ligne sur Gallica), (nombreuses rééditions, 1875, disponible sur Internet Archive, 1877, disponible sur Internet Archive) ; traduction en anglais, 1870, disponible sur Internet Archive ; traduction en espagnol, 1873-74 ; traduction en italien, 1875.
- Les Merveilles de la sculpture, Paris, Hachette et Cie, coll. « La Bibliothèque des merveilles », 1869 (lire en ligne sur Gallica), nombreuses rééditions, 1878, la 4e en 1886) ; trad. esp. 1872.

- Libre examen  (version très augmentée de l'Apologie, supra), Paris, A. Le Chevalier, 1871, 153 p. (disponible sur Internet Archive) ; rééditions 1872, 1874, 1877, 1881, 1907.

- La Science et la conscience, Paris, Librairie de la Bibliothèque démocratique, 1873, 205 p. (disponible sur Internet Archive), rééd. 1875, lire en ligne sur Gallica.

## Traductions
- L’Ingénieux Hidalgo don Quichotte de la Manche
  - tome 1er  (ill. Tony Johannot), Paris, J.-J. Dubochet et Cie, 1836-37 (lire en ligne sur Gallica), tome second sur Gallica.
  - Réédition en un volume chez le même éditeur en 1845, lire en ligne sur Gallica, puis chez V. Lecou en 1853.
  - Avec les dessins de Gustave Doré gravés par Héliodore Pisan, Librairie de L. Hachette et Cie, Paris, 1869, tome 1er sur Gallica, tome 2d sur Gallica.
  - Nombreuses rééditions postérieures dont numériques sur la Bibliothèque électronique du Québec.

- Nouvelles de Miguel de Cervantès Saavedra,
  - J.-J. Dubochet et Cie, Paris, 1838, tome premier sur Google Livres, tome second sur Internet Archive
  - Rééditions Librairie de L. Hachette et Cie, Paris, 1858, disponible sur Internet Archive, 1867, lire en ligne sur Gallica, 1871.

- Nouvelles russes de Nicolas Gogol, Paris, Paulin, 1845 (lire en ligne sur Gallica) ; réédition Librairie de L. Hachette et Cie, Paris, 1853, disponible sur Internet Archive
- A. Pouschkine, La Fille du capitaine, Paris, L. Hachette et Cie, 1853 (lire en ligne sur Gallica), réed. 1854, 1879, 1895, Librairie Hachette et Cie, Paris, 1901, lire en ligne sur Gallica; rééd. Alexandre Pouchkine, illustration: Remo Squillantini, Éditions Les Deux Coqs d'or, Collection Étoile d'or, no 28, 1966
- M.-I. Tourguéneff, Scènes de la vie russe, Paris, Hachette et Cie, 1858 (lire en ligne), ; rééd. 1887, 1901.
- M.-I. Tourguéneff (traduites avec l'autorisation de l'auteur par Louis Viardot), Nouvelles Scènes de la vie russe, Paris, Hachette, 1901, 328 p., in-12 (lire en ligne sur Gallica).

## Portrait
- Louis Viardot (octobre 1847), dessin par son frère Léon Viardot dédicacé à sa belle sœur, Musée de la vie romantique.